# جيم غارسيا
جيم غارسيا (بالإنجليزية: Jim Garcia)‏ هو لاعب كرة قدم أمريكية أمريكي، ولد في 7 مارس 1944 في شيكاغو في الولايات المتحدة.

## وصلات خارجية
- جيم غارسيا على موقع مرجع كرة القدم المحترفة.كوم (الإنجليزية)